# 伊予吉田陣屋
吉田陣屋（よしだじんや）は、伊予国宇和郡（現在の愛媛県宇和島市吉田町）にあった宇和島藩の支藩吉田藩の陣屋。同藩は三河国にあった同名の藩と区別するために伊予吉田藩と呼ぶことが一般的なことから、その陣屋もこれにならって伊予吉田陣屋（いよよしだじんや）と呼ぶことが多い。またこれとは別に安芸国には広島新田藩の同名の陣屋があったことから、そちらとの区別をつけるためにも本陣屋には便宜上国名を冠して呼ぶことが一般的である。

## 概要
明暦3年（1657年）宇和島藩初代藩主伊達秀宗の五男伊達宗純が3万石を分知され、伊予吉田藩を立藩。翌万治元年（1658年）に東の国安川、南の河内川を天然の堀とし陣屋を築いた。幕末まで伊予吉田藩の陣屋であった。

## 遺構

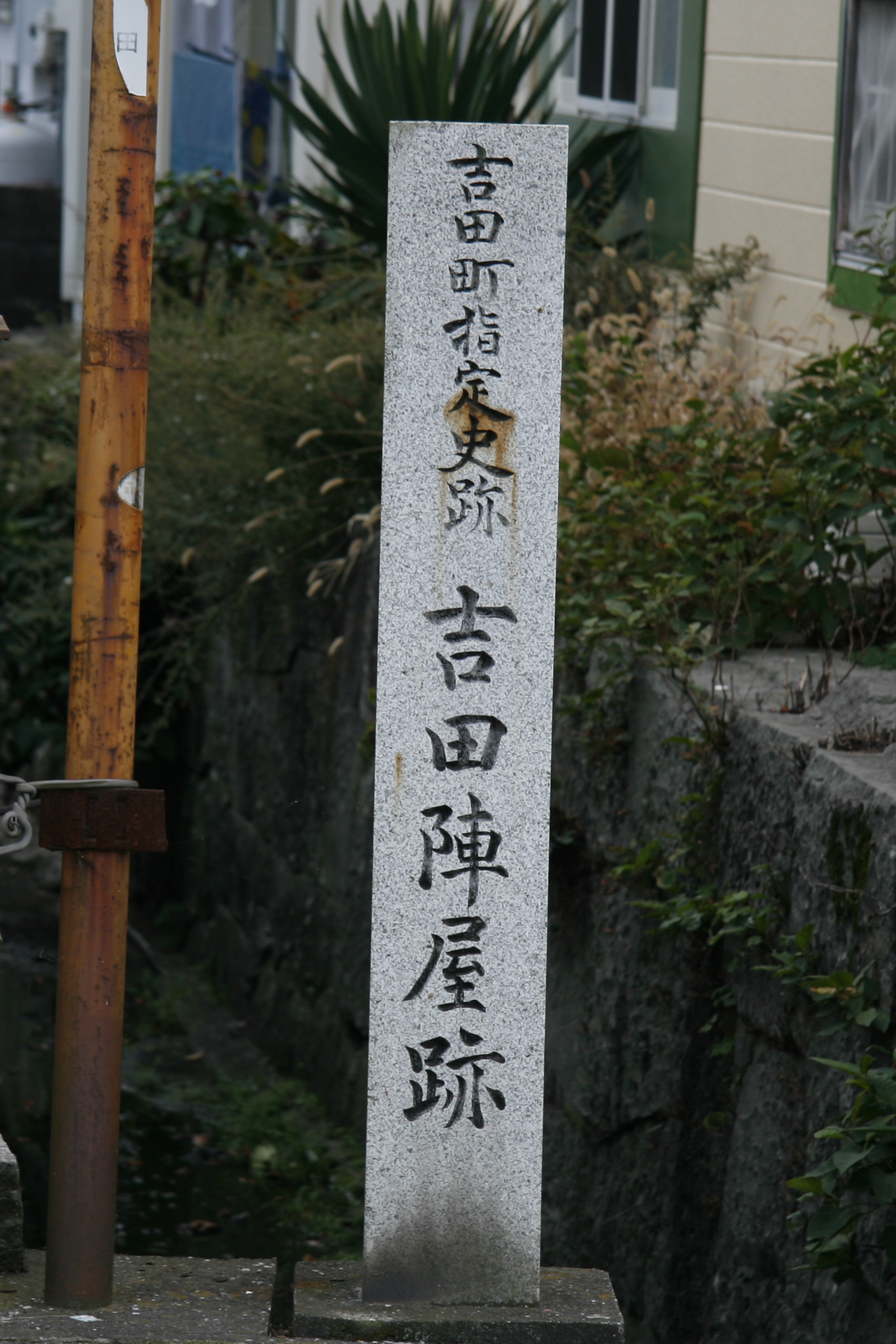
吉田陣屋跡を示す石碑

陣屋址には伊予吉田藩士の子として生まれた漢学者・簡野道明を記念して昭和63年（1988年）に陣屋風の建物として宇和島市立簡野道明記念吉田町図書館が建てられた。周囲には石垣が一部残る。

## 補注
1. ↑  「吉田藩」は三河国と伊予国に、「吉田陣屋」は伊予国と安芸国にあった。
  - 三河国の吉田藩 → 三河吉田藩と通称（譜代・城主）、藩庁：吉田城
  - 伊予国の吉田藩 → 伊予吉田藩と通称（外様・定府）、藩庁：吉田陣屋 → 伊予吉田陣屋と通称
  - 安芸国の新田藩 → 広島新田藩と通称（外様・定府）、藩庁：吉田陣屋